# Dicranomyia (Dicranomyia) monilicornis
Dicranomyia (Dicranomyia) monilicornis is een tweevleugelige uit de familie steltmuggen (Limoniidae). De soort komt voor in het Australaziatisch gebied.